# Баркова Альона Дмитрівна
Олена Дмитрівна Баркова (20 квітня 1980 ) — російська актриса театру та кіно.

## Біографія
Олена Баркова народилася 20 квітня 1980 року в Ленінграді в сім'ї акторів Дмитра Івановича Баркова та Наталії Миколаївни Немшилової . Старший брат — актор Дмитро Барков, відомий за головною роллю Васі Петрова у фільмі «Пригоди Петрова і Васєчкіна», та його продовженні «Канікули Петрова і Васєчкіна, звичайні й неймовірні».
У 1997 році вступила до Санкт-Петербурзького державного університету на факультет міжнародних відносин, який закінчила з червоним дипломом у 2002 році. Ще навчаючись на четвертому курсі Університету, вступила до Санкт-Петербурзької Академії театрального мистецтва (нині РДІСМ) до майстерні Веніаміна Фільштинського в 2001 році. Паралельно з навчанням в Академії працювала з 2003 по 2006 р. викладачем на факультеті міжнародних відносин на кафедрі Північноамериканських досліджень та читала курси: «Етнічні процеси в Північній Америці», «Релігії США та Канади», «Культура Північної Америки» та розроблений авторський курс « Майстерність суспільної мови». У 2006 році закінчила Театральну Академію і разом із дипломною виставою «Пікнік з Алісою» була прийнята до Санкт-Петербурзького Академічного театру ім. Лєнсовета.
З червня 2006 року — актриса театру ім. Лєнсовета. Вільно володіє англійською, французькою та німецькою мовами.

## Творчість

### Ролі у театрі
«Театр-студія 51»:
- «Ромео та Джульєтта» Вільям Шекспір — Леді Капулетті
- «Ю» О. Мухіна — Єлизавета Сергіївна
- «Злочин і кара» Ф. М. Достоєвський — Авдотья Раскольникова
- «До побачення, хлопчики» — Випускниця (музичний спектакль за піснями Б. Окуджави)
- «Урок у стилі джазу» — Пасажирка корабля (пластична імпровізація)

Театр ім. Лєнсовета :
- «Пікнік з Алісою» — моновистава за книгою Л. Керролла «Аліса в країні чудес» (реж. Ю. Васильєв)
- «Варвари» М. Горький — Степа (реж. А. Нордштрем)
- «Кабаре» з мюзиклу Б. Фосса — Лулу (реж. В. Пазі)
- «Фредерік або Бульвар злочинів» — Артистка театру, Русалка (реж. В. Пазі)
- «Дракон», Е. І. Шварц — Подруга Ельзи (реж. А. Коріонов)
- «Розлучення по-жіночому», К. Б. Люс — Елен (реж. О. Леваков)
- «Американські мрії», К. Браун — Дочка (реж. Р. Феодори)
- «Створила диво», У. Гібсон — Кет (реж. В. Баженова)
- «Заповідник», С. Довлатов — Галина Олександрівна (реж. В. Сенін)
- «Цініки» — Фанні Каплан, графиня Паніна (реж. А. Праудін)
- «Серпень. Графство Осейдж», Т. Леттс — Джоанна (реж. П. Шерешевський)
- «Смерть комівояжера», О. Міллер — Летта (реж. О. Єрьомін)
- «Земля Ельзи» Я. Пулінович — Марина (реж. Ю. Цуркану)

Театральна компанія «Ніка»:
- «Танго в пустелі Наска» М. Якимчук — Вона (реж. І. Миркурбанів)

Літературний театр Олега Попова:
- «Євгеній Онєгін» А. Пушкін — Тетяна (реж. О. Попов)

Театр «Цех»:
- «Сни міста Мордасова», спектакль за повістю Ф. М. Достоєвського «Дядюшкін сон» — Марія Олександрівна (реж. Є. Ханжарова)

## Нагороди та професійні досягнення
- Моновистава «Пікнік з Алісою» володар призу глядацьких симпатій за найкращий дебют 2006 року
- Лауреат фестивалю «Театри Санкт-Петербурга — дітям» за найкращу акторську роботу (2007)
- Дипломант міжнародного фестивалю «Театральний острів» (2006)
- Дипломант міжнародного конкурсу моновистав «Монокль-2007»
- Дипломант міжнародного театрального фестивалю «SOLO», Москва, 2008
- Вистава «Євгеній Онєгін» — володар Гран-Прі 24-го Міжнародного театрального фестивалю «Російська класика», Лобня, 2019

## Фільмографія
| Рік  |    | Назва                           | Роль              |              |
| ---- | -- | ------------------------------- | ----------------- | ------------ |
| 2004 | с  | Вулиці розбитих ліхтарів        | Василіса          | ру           |
| 2006 | ф  | Вдих-видих                      | сестра Кіри       | ру           |
| 2006 | ф  | Мені не боляче                  | продавець         | ру           |
| 2006 | кф | Марганцовка                     | Лена              | ру           |
| 2006 | с  | Голландський пасаж              | Лаура             | ру           |
| 2007 | с  | Гончі                           | Таня              | ру           |
| 2009 | ф  | Можна, я називатиму тебе мамою? | Катерина Малишева | ру           |
| 2009 | с  | Жити спочатку: Історія зечки    | Марія             | ру           |
| 2009 | с  | Одержимий                       | Світлана          | ру           |
| 2010 | с  | Дорожній патруль                | Віра Дементьєва   | ру           |
| 2012 | с  | Таємниці слідства               | Алевтіна          | 9 сезон / ру |
| 2013 | с  | Ливарний                        | Олена Іванова     | ру           |
| 2014 | с  | Академія                        | Юлія              | ру           |
| 2015 | ф  | Уроки виживання                 | Валентина         | ру           |
| 2015 | с  | Кордон часу                     | Карина Семенова   | ру           |
| 2017 | с  | Шеф                             | Ірина             | ру           |
| 2019 | ф  | Одеса (фільм)]                  | Віра, капітанша   | ру           |